# Bruno Peres
Bruno da Silva Peres, mais conhecido como Bruno Peres (São Paulo, 1 de março de 1990), é um futebolista brasileiro que atua como lateral-direito. Atualmente, joga pelo Retrô Brasil.

## Carreira

### Início
Bruno Peres começou a sua carreira no Audax, e foi emprestado ao Bragantino. Ele fez 6 jogos pelo clube, marcando 1 gol.
No ano seguinte, 2011, Bruno Peres voltou ao Audax, mas foi emprestado novamente, desta vez para o Guarani. Em 2012, foi vice-campeão paulista pelo Bugre, perdendo a final para o Santos.

### Santos
No dia 5 de julho de 2012, Bruno Peres assinou um contrato de empréstimo com o Santos. Ele fez a sua estréia contra o Grêmio, com boa apresentação. Bruno fez o seu primeiro gol com a camisa santista, na vitória contra a Ponte Preta na Vila Belmiro.
Ainda no Santos, apesar de estar sendo negociado com o Internacional, Bruno Peres acabou surpreendentemente escalado por Muricy Ramalho para a estreia do Peixe no Paulistão de 2013, diante do São Bernardo. O treinador, além do mais, criticaria a decisão do atleta de se transferir ao Colorado, que, para Ramalho, levou apenas em consideração o fator financeiro, e não ponderou sobre o aspecto de já estar ambientado na Vila Belmiro. Contudo, em 18 de janeiro de 2013, o Inter desiste de contratar Bruno Peres depois da negativa do Santos na forma de pagamento pelo lateral e o jogador seguiu na Vila Belmiro, sendo que 70% dos direitos econômicos do jogador foram comprados pelo clube alvinegro, e o contrato se estendendo até 2016.
Durante sua passagem no Santos, o lateral atuou 69 vezes e marcou quatro gols, conquistando um título da Recopa Sul-Americana, em 2012.

### Torino
Em junho de 2014, Bruno foi vendido para a Torino, da Itália, onde viveu dificuldades para assinar com o clube. Certos rumores disseram que o jogador poderia voltar ao Brasil, tendo o São Paulo, que vendeu Douglas para o Barcelona, como principal interessado no lateral de 24 anos.
No dia 15 de setembro de 2014, o jogador finalmente assinou contrato com o Torino por um montante de R$ 6 milhões.

### Roma
No dia 16 de agosto de 2016, foi emprestado a Roma por uma temporada por € 1 milhão, com opção de compra ao término do mesmo. Após o empréstimo, assinou contrato em definitivo, contratado por € 12,5 milhões.

### São Paulo
Já no dia 5 de julho de 2018, assinou por empréstimo até o fim de 2019 com o São Paulo. No dia 26 de agosto, Bruno marcou seu primeiro gol pelo Tricolor contra o Ceará ao completar assistência de Diego Souza em partida vencida por 1 a 0.

### Sport
Após ficar sem espaço no Tricolor do Morumbi, no dia 26 de setembro de 2019 foi anunciado como reforço do Sport Recife para a disputa da Série B. Foi apresentado oficialmente no dia 9 de outubro e recebeu a camisa 90.
47 dias depois de ter sido contratado, rescindiu seu contrato com a equipe pernambucana, onde jogou só 14 minutos, na derrota por 1 a 0 para o Guarani, em 31 de outubro, pela 32ª rodada da Série B.

### Athletico
Em agosto de 2023, acertou com o Athletico até 31 de dezembro do mesmo ano. O lateral-direito estreou com a camisa do Furacão na vitória por 3 a 0 contra o Flamengo, em Cariacica, pela 23ª rodada do Campeonato Brasileiro.
O jogador teve apenas cinco jogos e um como titular.

## Títulos
Santos
- Recopa Sul-Americana: 2012

Trabzonspor
- Campeonato Turco: 2021–22